# Württembersko
Württembersko (německy Württemberg) je historická země a někdejší stát v letech 1083–1918 v jihozápadním Německu na místě současné spolkové země Bádensko-Württembersko. Hlavním městem Württemberska byl Stuttgart. Po určitou dobu jeho vládcové sídlili také ve městech Ludwigsburg a Urach. Od středověku bylo součástí německého státu, Svatou říší římskou počínaje, v průběhu času bylo hrabstvím, vévodstvím, kurfiřtstvím, královstvím a nakonec republikou.

## Historické etapy
- hrabství (1083–1495)
- vévodství (1495–1803)
- kurfiřtství (1803–1806)
- království (1806–1918)
- svobodný lidový stát (1918–1945)

## Historie
Württembersko vzniklo jako hrabství v průběhu 11. století odtržením se od Švábského vévodství. Roku 1495 se pod vládou Eberharda I. stalo vévodstvím. Po pádu Svaté říše římské roku 1806 z něj panovník Friedrich I. učinil království. Tento stav vydržel až do roku 1918, kdy na jeho území vznikla republika. Po druhé světové válce bylo rozděleno mezi americkou a francouzskou okupační zónu a vznikly tak dvě nové země: Württembersko-Bádensko a Württembersko-Hohenzollernsko. Tyto země se roku 1949 staly spolkovými zeměmi nově vzniklé Spolkové republiky Německo a byly roku 1952 spojeny s Jižním Bádenskem. Tak vznikla současná spolková země Bádensko-Württembersko.
Německý název země je odvozen od hory Württemberg ve Stuttgartu, v městské čtvrti Untertürkheim.

## Symbolika

vlajka:
hrabství, vévodství
kurfiřtství
království a republika

znak:
hrabství
vévodství (1707–1789)
kurfiřtství (1803–1806)
království
svobodný lidový stát